# IVB-Philadelphia Golf Classic
O IVB-Philadelphia Golf Classic foi um torneio de golfe no PGA Tour, disputado entre 1963 e 1980 no Whitemarsh Valley Country Club, em Lafayette Hill, Pensilvânia.

## Campeões
| Ano                           | Campeão          | Resultado        | Par              |                  |
| IVB-Golf Classic              | IVB-Golf Classic | IVB-Golf Classic | IVB-Golf Classic | IVB-Golf Classic |
| ----------------------------- | ---------------- | ---------------- | ---------------- | ---------------- |
| 1980                          | Doug Tewell      | 272              | −12              |                  |
| IVB-Philadelphia Golf Classic |                  |                  |                  |                  |
| 1979                          | Lou Graham       | 273              | −11              |                  |
| 1978                          | Jack Nicklaus    | 270              | −14              |                  |
| 1977                          | Jerry McGee      | 272              | −12              |                  |
| IVB-Bicentennial Golf Classic |                  |                  |                  |                  |
| 1976                          | Tom Kite         | 277              | −7               |                  |
| IVB-Philadelphia Golf Classic |                  |                  |                  |                  |
| 1975                          | Tom Jenkins      | 275              | −9               |                  |
| 1974                          | Hubert Green     | 271              | −17              |                  |
| 1973                          | Tom Weiskopf     | 274              | −14              |                  |
| 1972                          | J. C. Snead      | 282              | −6               |                  |
| 1971                          | Tom Weiskopf     | 274              | −14              |                  |
| 1970                          | Billy Casper     | 274              | −14              |                  |
| 1969                          | Dave Hill        | 279              | −9               |                  |
| Philadelphia Golf Classic     |                  |                  |                  |                  |
| 1968                          | Bob Murphy       | 276              | −12              |                  |
| 1967                          | Dan Sikes        | 276              | −12              |                  |
| 1966                          | Don January      | 278              | −10              |                  |
| 1965                          | Jack Nicklaus    | 277              | −11              |                  |
| Whitemarsh Open Invitational  |                  |                  |                  |                  |
| 1964                          | Jack Nicklaus    | 276              | −12              |                  |
| 1963                          | Arnold Palmer    | 281              | −7               |                  |

Nota: Todos os campeões foram golfistas norte-americanos.